# コーク郡 (テキサス州)
コーク郡（コークぐん、英: Coke County）は、アメリカ合衆国テキサス州の中央部西、エドワーズ高原に位置する郡である。2010年国勢調査での人口は3,320人であり、2000年の3,864人から14.1%減少した。郡庁所在地はロバートリー市（人口1,049人）であり、同郡で人口最大の都市でもある。郡名は第15代テキサス州知事リチャード・コークに因んで名付けられた。コーク郡は以前に禁酒郡だったが、2005年にビールとワインの販売を認める法が成立した。

## 歴史

### インディアン
1700年頃から1870年代に掛けて、コマンチ族、トンカワ族、リパン・アパッチ族、カイオワ族、キカプー族などインディアン部族がこの地域を動いていた。これらの部族は川やクリークに沿った岩陰で暮らしており、その跡には人工物や種の貯蔵物、道具、墓所、岩刻絵、川の貝殻、シチメンチョウやシカの骨、火打石のナイフ、へら、やじりなどが残された 。

### 開拓初期
1851年、アメリカ陸軍のシャドボーン基地がフロンティア防衛のために設置され、南北戦争が始まるまで駐屯された。バターフィールド陸路郵便が1858年から1861年まで地域を抜けて運行された。
1860年から1880年代初期、後にコーク郡となる地域に入っていたのは、広大な牧草地に惹きつけられた牧場主だけだった。J・J・オースティンが1875年にサンコ近くに牧場を開いた。1877年にはペイト・フランチャーが入植してきた。
1882年、テキサス・アンド・パシフィック鉄道がサンアンジェロまでの運行を開始し、地域に入ってくる開拓者の数が増え始めた。
1880年代は厳しい旱魃に見舞われ、フェンス切り戦争が続いた。州政府がこの紛争を解決することになった。

### 郡の成立と成長
1889年、テキサス州議会がトムグリーン郡の一部を分離してコーク郡を設立した。同年に組織かも行われ、ヘイリックが郡庁所在地に指定された。郡内で最初の新聞である「ヘイリック・デモクラット」が1889年に発刊されたが、後に「ラスラー」と改名された。
1891年、住民投票で新しいロバートリーの町が郡庁所在地に指定された。南軍の将軍ロバート・E・リーはシャドボーン基地で勤務したことがあった。同年、新聞社も新しい郡庁所在地に移転され、「ロバートリー・オブザーバー」と改名された。
D・W・キー博士が ブロンテの町を設立し、イギリスの小説家シャーロット・ブロンテに因んで名前を付けた 。この町は当初オソ、その後ブロンコと名付けられていた。1890年に住民がブロンテと改名した後で郵便局が認可された。
シルバーピーク峰に因んだシルバーの町が、牧畜業の中心として1870年から1880年まで置かれた。初期開拓者にはS・M・コナー、R・B・アレン、W・G・ジェイムソン、W・R・ウォーカーなどがいた。J・E・リード博士はこの地域で50年間唯一の医者だった。20世紀半ばに石油が発見され、それに関わる産業でシルバーの町にもブームが訪れた。1966年に石油開発用のキャンプが閉鎖されると、シルバーの人口も激減した。
1892年、テニスンの町が設立された。この名前はイギリスの詩人アルフレッド・テニスンに因むものだった。2年後には郵便局が置かれた。
1907年、カンザスシティ・メキシコ・アンド・オリエント鉄道が、サンアンジェロから北に線を伸ばし、テニスン、ブロンテの町やフォートシャドボーンが恩恵を受けた。
1910年には綿花の作付けがピークを迎えたが、1920年代にワタミゾウムシの被害で急激に衰退した。この頃にはトウモロコシ、コムギ、ソルガムや果樹の栽培も広がった。世界恐慌では大きな影響を受け、人口も減少した。
1942年には石油が郡内で発見され、1991年初期までに、累計の石油生産量は209,281,131 バーレル (33,273,041 m3) になった。石油から上がる利潤への課税によって、郡内のインフラや公共施設が改善され、郡民へのサービスレベルが上がった。石油の生産は郡の収入の大きな比率を占めた。

## 地理
アメリカ合衆国国勢調査局に拠れば、郡域全面積は928平方マイル (2,403.5 km2)であり、このうち陸地899平方マイル (2,328.4 km2)、水域は29平方マイル (75.1 km2)で水域率は3.14%である。

### 主要高規格道路
- アメリカ国道277号線
- テキサス州道158号線
- テキサス州道208号線

### 隣接する郡
- ノーラン郡 - 北
- ラネルズ郡 - 東
- トムグリーン郡 - 南
- スターリング郡 - 西
- ミッチェル郡 - 北西

## 人口動態
以下は2000年の国勢調査による人口統計データである。
| 基礎データ - 人口: 3,864人 - 世帯数: 1,544 世帯 - 家族数: 1,068 家族 - 人口密度: 2人/km2（4人/mi2） - 住居数: 2,843軒 - 住居密度: 1軒/km2（3軒/mi2） 人種別人口構成 - 白人: 88.85% - アフリカン・アメリカン: 1.94% - ネイティブ・アメリカン: 0.78% - アジア人: 0.08% - 太平洋諸島系: 0.03% - その他の人種: 6.94% - 混血: 1.40% - ヒスパニック・ラテン系: 16.90% 年齢別人口構成 - 18歳未満: 24.4% - 18-24歳: 7.5% - 25-44歳: 20.5% - 45-64歳: 23.6% - 65歳以上: 24.1% - 年齢の中央値: 43歳 - 性比（女性100人あたり男性の人口） - 総人口: 100.0 - 18歳以上: 94.2 | 世帯と家族（対世帯数） - 18歳未満の子供がいる: 27.1% - 結婚・同居している夫婦: 58.4% - 未婚・離婚・死別女性が世帯主: 8.1% - 非家族世帯: 30.8% - 単身世帯: 29.0% - 65歳以上の老人1人暮らし: 18.3% - 平均構成人数 - 世帯: 2.31人 - 家族: 2.84人 収入と家計 - 収入の中央値 - 世帯: 29,085米ドル - 家族: 36,724米ドル - 性別 - 男性: 30,778米ドル - 女性: 19,596米ドル - 人口1人あたり収入: 16,734米ドル - 貧困線以下 - 対人口: 13.0% - 対家族数: 9.7% - 18歳未満: 15.0% - 65歳以上: 12.8% |

## 都市と町
- ブラックウェル、大半はノーラン郡内
- ブロンテ
- エディス、ゴーストタウン
- ヘイリック、ゴーストタウン
- ロバートリー - 郡庁所在地
- サンコ、未編入の町
- シルバー、未編入の町
- テニスン、未編入の町